# Aeroportul Ancona Falconara
Aeroportul Ancona Falconara (în italiană Aeroporto di Ancona-Falconara) (IATA: AOI, ICAO: LIPY) este un aeroport din Falconara Marittima, Provincia Ancona, Marche, Italia ce deservește zona Ancona. Aeroportul a fost tranzitat în 2022 de 467.622 de pasageri. A fost deschis în 1929 și numit după zona deservită.
Situat la o altitudine de 15 m, aeroportul dispune de 1 pistă.

## Infrastructură

### Piste
Aeroportul dispune de o singură pistă. Pista 04/22 are suprafața de asfalt și dimensiunile 2.965 m × 45 m. 